# Arsenał Miejski we Wrocławiu
Arsenał Miejski we Wrocławiu – (znany również jako Arsenał Wrocławski albo Arsenał Mikołajski) gotycki budynek arsenału mieszczący się przy ul. Cieszyńskiego 9, na wrocławskim Starym Mieście.

## Historia

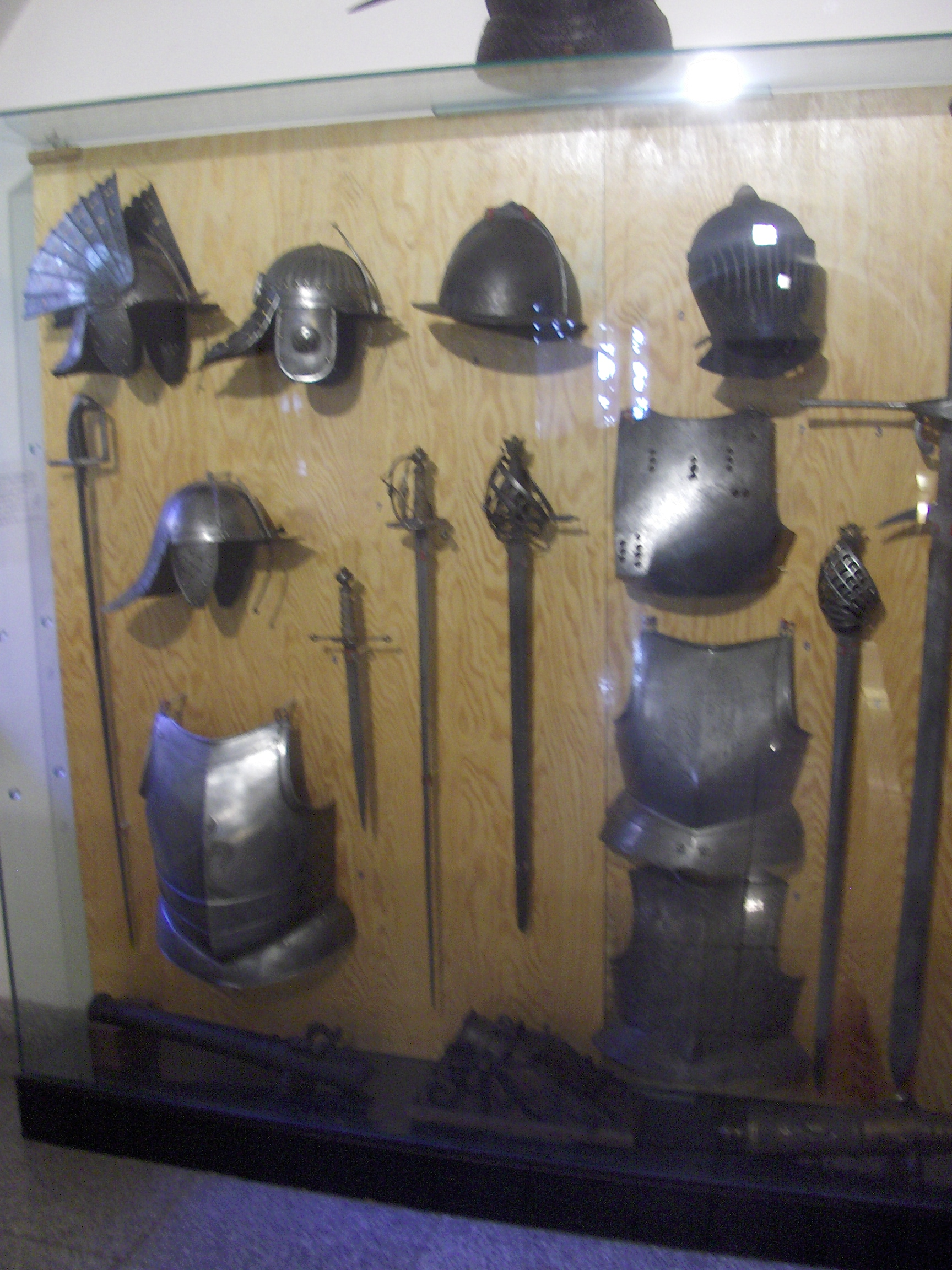
Zbroja rycerska w Muzeum Militariów we Wrocławiu

Wrocławski arsenał powstał wcześniej niż podobne do niego obiekty w Krakowie, Warszawie, Berlinie czy Wiedniu. Pierwszy budynek kompleksu został wzniesiony w 2. połowie XV; w 1459 roku rada miejska podjęła decyzję o jego wzniesieniu. Budowla ulokowana została w pobliżu Bramy Mikołajskiej, w zachodniej części rozległego placu rozciągającego się pomiędzy północno-zachodnim narożnikiem murów obronnych, ujściem fosy do Odry a północną pierzeją kamienic stojących przy ulicy Świętego Mikołaja.
Budynek początkowo służył jako spichlerz do gromadzenia zapasów zboża w razie oblężenia miasta. Od XVI wieku zaczęto przenosić do niego skład broni mieszczący się w piwnicach Ratusza, w budynku Małej Wagi na Rynku i na murach miejskich. Budynek zaczęto nazywać zeughaus (cekhauz) i przechowywano w nim m.in. działa, kule, broń palną ręczną oraz drzewcową.
W obrębie dziedzińca między spichlerzem a XIV-wiecznymi murami wznoszone były stopniowo kolejne obiekty – wozownia, kuźnia i rusznikarnia. Na terenie cekhauzu nie przechowywano prochu – trzymany był w specjalnie wybudowanej do tego celu baszcie.
Obecny wygląd cekhauz uzyskał w latach dwudziestych XVII wieku. Jako ostatni wzniesiono trzyosiowy budynek bramny, który wypełnił przestrzeń pomiędzy skrzydłem wschodnim a spichlerzem. Z tego okresu pochodzi także kamienna, manierystyczna obudowa studni na dziedzińcu.
W okresie dominacji pruskiej, w styczniu 1742 roku, król Fryderyk II ogłosił Wrocław twierdzą i zadecydował o przekształceniu arsenału w magazyny wojskowe. Murki i stalowe ogrodzenie odtwarzają zarys trójskrzydłowego, czterokondygnacyjnego budynku, który przetrwał do bombardowań Wrocławia w 1945 roku. W 1962 odkryto tu romański tympanon św. Jaksy z XII w. z opactwa ołbińskiego, który wcześniej uważano za zaginiony.

### Po 1945 roku
Arsenał jest oddziałem Muzeum Miejskiego Wrocławia. W północnym i wschodnim skrzydle znajduje się Muzeum Militariów. W roku 2001 w starym spichlerzu powstała siedziba Muzeum Archeologiczne i Archiwum Budowlane Muzeum Architektury.
W czworobocznej baszcie mieści się siedziba Bractwa Kurkowego Miasta Wrocławia. Arsenał jest również miejscem organizowania wielu imprez kulturalnych, m.in. corocznego festiwalu muzyki kameralnej Wieczory w Arsenale.

## Architektura

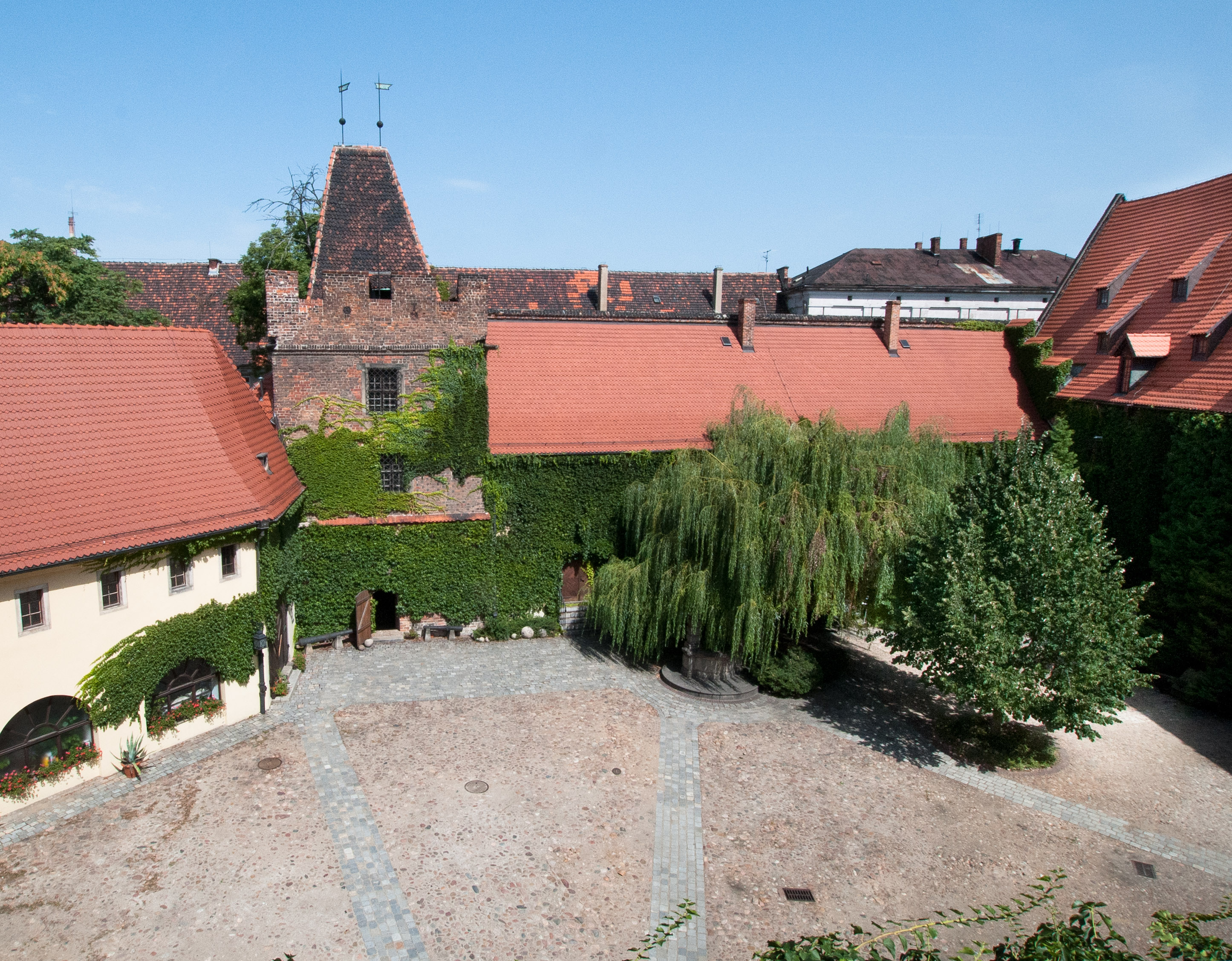
Dziedziniec

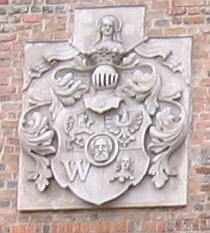
Herb Wrocławia na ścianie Arsenału

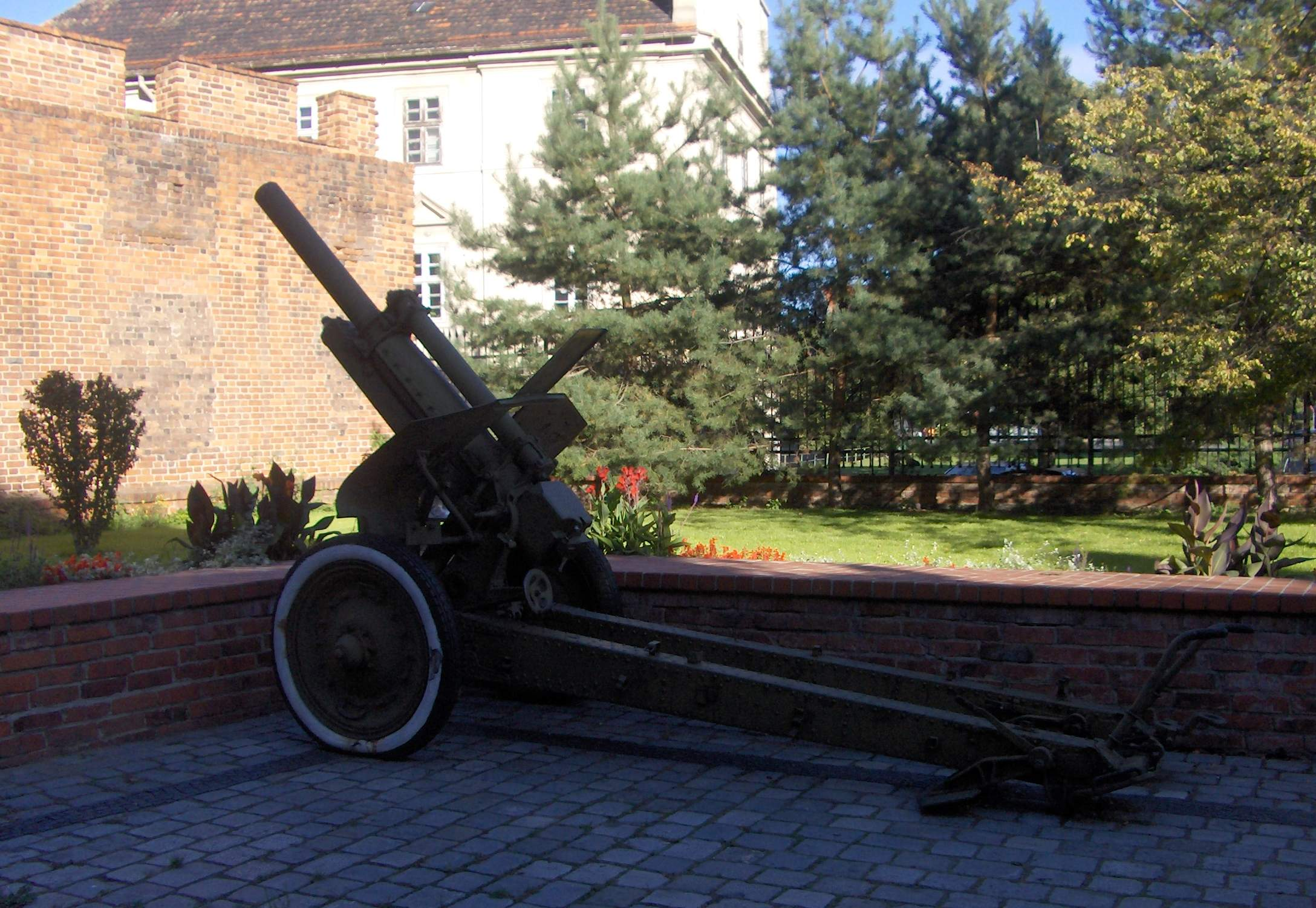
Jeden z eksponatów na placu przed Arsenałem Miejskim we Wrocławiu

Arsenał ma zarys czworoboku 73 x 55 m z dziedzińcem w środku. Taki układ powstawał stopniowo przez dobudowywanie kolejnych skrzydeł. Najstarsze jest skrzydło południowe wzniesione w 1459 r., północne ukończono rok później, a rozbudowano na przełomie XV/XVI w., zachodnie powstało w 1570 r., a wschodnie w XVII w.